# Horst-Tanu Margraf
Horst-Tanu Margraf (* 20. April 1903 in Dresden; † 3. April 1978 in Halle (Saale)) war ein deutscher Dirigent.
Ab 1922 war er als Kapellmeister an verschiedenen deutschen Opernbühnen tätig, bis er in Remscheid (1935) und Lemberg (1943) zum Musikdirektor ernannt wurde. Von 1950 bis 1968 war er Chefdirigent des Händelfestspielorchesters Halle. 1952 erfolgte seine Ernennung zum Generalmusikdirektor und 1957 zum Universitätsmusikdirektor. Er war künstlerischer Initiator der Händel-Festspiele Halle und trug wesentlich zur Händel-Renaissance in den 1950er Jahren bei.

## Leben
Horst-Tanu Margraf war Sohn des ordinierten protestantischen Theologen und Lehrers Otto Margraf in Dresden. Sein Vater war von 1886 bis 1899 Direktor der deutschen Schule in Apia auf Samoa. Der Vorname Tanu ist eine Verneigung an das junge Staatsoberhaupt Samoas Malietoa Tanumafili.
Von 1908 bis 1919 besuchte er Schulen in Hannover und Berlin. Nach dem Ersten Weltkrieg verdiente er seinen Lebensunterhalt als Maschinist. Außerdem absolvierte er von 1919 bis 1922 ein praktisches Musikstudium am Hannoverschen Konservatorium sowie 1923/24 in Bonn, wo er Musikwissenschaften studierte. Margraf war ab 1922 u. a. als Kapellmeister an den Bühnen in Hannover, Hildesheim, Neiße, Bonn, Darmstadt, Chemnitz und Freiberg tätig.
Nach der Machtergreifung der Nationalsozialisten trat er zum 1. Mai 1933 in die NSDAP ein (Mitgliedsnummer 2.415.680). 1933 ging er in das bergische Remscheid, wo er zunächst Kapellmeister des Schauspielhauses war. 1935 wurde er in der Nachfolge von Felix Oberborbeck Städtischer Musikdirektor. Ferner fungierte er als Stellvertreter des Intendanten Hanns Donadt. Er wirkte u. a. bei den Remscheider Wagner-Festspielen mit und trat mit dem Remscheider Gesangverein auf. 1935 wurde er Beirat der Gauführung VII Rheinland des Reichsverbandes der gemischten Chöre Deutschlands. Neben der Förderung von Jugend- und Chormusik etablierte Margraf Meister- und Volkskonzerte. 1936 begründete er die Remscheider Kulturwochen. 1939 war er Städtischer Musikbeauftragter. Während seiner Amtszeit holte er bekannte Interpreten nach Remscheid. Außerdem suchte er den Kontakt mit zeitgenössischen Komponisten. So brachte er mit dem Bergischen Landesorchester u. a. Werke von Wilhelm Kempff (Dramatische Kantate, 1937), Ottmar Gerster (Hanseatenfahrt, 1941), Fritz Ihlau (Serenade, 1941) und Erich Anders (Maienzeit, 1942) zur Uraufführung. Jürgen Feld vom Bergischen Geschichtsverein konstatierte, „daß die gesamte künstlerische Arbeit dieser Zeit auch im Zeichen der Nazipropaganda und der Pflege ‚deutschen Kulturgutes‘ im Sinne der Machthaber diente und sicher auch mißbraucht wurde.“ Bei den britischen Luftangriffen auf Remscheid im Juli 1943 wurde das Stadttheater und damit Margrafs Arbeitsplatz zerstört.
Gastdirigate führten ihn 1938 zur Staatskapelle Berlin, 1942 debütierte er beim Berliner Philharmonischen Orchester. Während des Zweiten Weltkriegs gastierte er auch in den besetzten Gebieten, etwa beim deutschfreundlichen Philharmonisch Orkest van Antwerpen (1943). Zuletzt war er kurzzeitig an den Städtischen Bühnen Lemberg tätig, wo er im Frühjahr 1943 zum Musik- und Operndirektor ernannt wurde. Bereits im Sommer desselben Jahres sah sich jedoch das Lemberger Schauspielhaus veranlasst aufgrund der heranrückenden Roten Armee nach Krakau zu entschwinden. Dort gastierte Margraf 1944 beim Propagandaorchester Philharmonie des Generalgouvernements. 1943/44 wurde er zur Wehrmacht eingezogen. Der Musikhistoriker Fred K. Prieberg (2009) stufte einzelne Würdigungen Margrafs aus den 1960er Jahren hinsichtlich der Beurteilung seiner Karriere während des Nationalsozialismus als „Geschichtsfälschung“ ein.
Nach dem Zweiten Weltkrieg wurde er 1947 Dirigent des Hamburger Sinfonieorchesters, 1948 der Bayerischen Kammeroper in München und 1949 am Landestheater Coburg. 1950 brachte er in Coburg mit der Solistin Sophie Hagemann das Kammerkonzert von Franz Hofmann zur Uraufführung.
Schließlich siedelte er in die DDR über. Von 1950 bis 1968 war er in der Nachfolge von Gerhart Wiesenhütter „musikalischer Oberleiter“ (Chefdirigent) des Händelfestspielorchesters Halle. Bereits vor seiner Amtsübernahme war allerdings „gegen ihn eine politische Intrige im Gange“, wie Susanne Range ausführte. Daraufhin beauftragte die Kulturabteilung des SED-Landesvorstands die Theaterleitung unter dem Intendanten Karl Kendzia „mit Margraf eine Aussprache über seine politische Vergangenheit zu führen“. Über dieses Gespräch wurde ein Bericht angefertigt. Darüber hinaus wurde Margraf „durch Bescheinigungen der britischen Militärregierung entlastet“. Im Jahr 1951 trat Margraf der SED bei. Im Folgejahr (1952) wurde er zum Generalmusikdirektor ernannt. In seiner Amtszeit war das Orchester ein „Sprungbrett für hochtalentierte Künstler“ wie Kurt Masur und Klaus Tennstedt. Bei der Staats- und Parteiführung setzte er sich für die bessere Bezahlung der Musiker ein. Margraf war maßgeblicher Initiator der Händel-Festspiele und brachte ab 1952 in Halle insgesamt neunzehn Opern des Barockkomponisten zur Aufführung. Dabei arbeitete er überwiegend mit dem Regisseur Heinz Rückert und dem Bühnenbildner Rudolf Heinrich zusammen. Im Jahr 1955 war er Gründungs- und Vorstandsmitglied der Georg-Friedrich-Händel-Gesellschaft. 1959 wurde der Klangkörper mit dem Händelpreis des Bezirkes Halle geehrt, den er selbst 1961 erhielt. Relativ früh war er auch Mitglied im Bezirksverband Halle-Magdeburg des Verbandes Deutscher Komponisten und Musikwissenschaftler, wobei er sich nicht sonderlich für regionale zeitgenössische Musik einsetzte. Stattdessen führte er 1952 mit dem Solisten Ludwig Schuster das Violinkonzert von Alexander Meyer von Bremen – der 1951 die DDR verlassen hatte – urauf. Weiterhin verantwortete er die Uraufführung der Spieloper Der Lange Pfeffer des Münchner Komponisten Marc Roland. Erst nach jahrelangem Zögern brachte er 1956 Gerhard Wohlgemuths Oper Till (1952) am Landestheater Halle „als erste Opernuraufführung eines Komponisten der Region Halle-Magdeburg in der DDR“ zur Uraufführung, wie Gilbert Stöck anmerkte. Im Jahr 1960 verantwortete er mit dem Solisten Siegfried Behrend die Uraufführung der Commedia dell’Arte von Hans Stieber.
Neben dem GMD hatte er ab 1957 das Universitätsmusikdirektorat in Halle inne, wobei er sich gegen den geschassten Willi Maertens durchsetzen konnte. Als Universitätsmusikdirektor leitete er das 1958 gegründete Collegium musicum. An der Martin-Luther-Universität Halle-Wittenberg bekleidete er eine Professur.
Margraf galt als „Theatermann“, der von Konstantin Stanislawski und Max Reinhardt geprägt war. Er schätzte aber auch die Werke von Johannes Brahms, Anton Bruckner und Richard Strauss. In Halle entwickelte er dann eine Vorliebe für Georg Friedrich Händel: Margraf legte folgende Opern-Gesamtaufnahmen vor: Poro (1958), Radamisto (1962) und Imeneo (1966).
Margraf verstarb 1978 in Halle (Saale). Sein Nachlass (unerschlossen) befindet sich in der Bibliothek der Stiftung Händel-Haus.

## Auszeichnungen
- 1957: Nationalpreis der DDR III. Klasse für Kunst und Literatur (im Kollektiv der Händelfestspiele)[3]
- 1957: Kunstpreis der Stadt Halle[6]
- 1961: Händelpreis des Bezirkes Halle[26]
- 1966: Johannes-R.-Becher-Medaille in Gold[38]
- 1968: Vaterländischer Verdienstorden in Bronze[3]

Postum
Im Rahmen des Projekts „Bildung im Vorübergehen“ der Bürgerstiftung Halle wurden am 25. August 2010 für den Horst-Tanu-Margraf-Weg im Theaterviertel in Böllberg/Wörmlitz mit einer Spende von Adelheid Hochheim Zusatzschilder realisiert.

## Filmografie
- 1965: Solange Leben in mir ist
- 1972: Trotz alledem!